# Ослобођење Србије, Албаније и Црне Горе
Ослобођење Србије, Албаније и Црне Горе је била војна акција на Балкану у последњим недељама Првог светског рата. Између 29. септембра и 11. новембра 1918. године, Савезничка војска Оријента ослободила је ове три земље од окупације Централних сила.

## Позадина
После изузетног одбрамбеног успеха против Аустроугарске 1914. године, Србија је била поражена од комбинованих снага Централних сила након што је Бугарска објавила рат у октобру 1915. године. Остаци српске војске повукли су се у албанске луке Драч и Валону које су окупирале Италијани, где су поморске снаге Антанте извршиле поморску евакуацију, у почетку углавном на грчко јонско острво Крф. Такође у октобру 1915. године, напредни елементи француске и британске експедиционе снаге стигли су морем у Солун у грчкој Македонији. Тако се неутрална Грчка све више увлачила у рат. Гонећи Србе у повлачењу, Централне силе су заузеле и Албанију, док је у јануару 1916. године уследио пораз Црне Горе. Централне силе су тако окупирале Србију, Црну Гору и већи део Албаније, укључујући Драч, док је Антанта задржала Валону и окупирала део северне Грчке, успоставивши македонски фронт код Солуна да би стимулисала активно учешће Грка, да би обезбедила место за прераспоређивање и снабдевање српске војске, и за борбу против Централних сила на Балкану. 
Офанзиве Антанте на Македонском фронту биле су неефикасне све до септембра 1918. године, када је Вардарска офанзива нагло савладала одбрану Бугарске и Централних сила почевши од битке код Доброг Поља 15. септембра. Крајем септембра побуна је погодила бугарску војску, чија је воља за борбом била исцрпљена. Снаге Антанте су брзо напредовале у Вардарску Македонију. Дана 29. септембра, српске и француске снаге су ослободиле Скопље, тада познато као Ускуп, пошто је Бугарска капитулирала.
Бугарско примирје омогућило је Антанти приступ бугарским железницама без супротстављања и захтевало је од Бугарске да протера друге снаге Централних сила. Ово је довело до одлучујућег колапса Централних сила на свим фронтовима и неочекивано брзог краја ширег рата. У великој мери надјачане и изложене, немачке и аустроугарске снаге на Балкану, укључујући 11. армију у Србији, 19. корпус у Албанији и мале јединице које су подржавале Бугарску, побегле су на север према Мађарској у поразу или принудном повлачењу. Без преосталих снага Централних сила између грчких и британских снага и Константинопоља, Османско царство је закључило примирје 30. октобра. Ослобођење Београда 1. новембра, претећи скоро без супротстављања српској и француској инвазији на Мађарску, у комбинацији са домаћим етничким побунама и растућом војном побуном, помогло је да се Аустроугарска примора на примирје 3. новембра. Дана 10. новембра, Румунија је одбацила Букурештански споразум и поново ушла у рат. Сама и суочена са неизбежним, извесним поразом, Немачка је пристала на примирје 11. новембра.

## Ослобођење Србије, Албаније и Црне Горе
Савезничке снаге су напредовале у четири правца.
У центру, 1. српска армија под командом Петра Бојовића и део француске Армије Доријент под командом Пола Проспера Хенриса напредовале су на север. Немачке снаге нису успеле да се прегрупишу и блокирају ово напредовање код Ниша. Врање је ослобођено 5. октобра, Ниш 11. октобра и Београд 1. новембра. Овде је стала Српска војска, пошто је 29. октобра 1918. проглашена Држава Словенаца, Хрвата и Срба, односно Југославија, усред скорог слома Аустроугарске.
Друга српска армија под командом Степе Степановића је са француским снагама напредовала на северозапад према Косову. Приштину је ослободила 11. француска колонијална дивизија 10. октобра, а Пећ 17. октобра. До 3. новембра је достигнута граница са Босном и Херцеговином.
Пуковник Драгутин Милутиновић је предводио српске снаге, „Скадарске трупе“ (касније „Јадранске трупе“), на северозапад кроз Албанију са циљем да ослободе Црну Гору. Ове снаге стигле су у Подгорицу 31. октобра да затекну Црну Гору коју су већ ослободиле локалне паравојне снаге. После последњег окршаја, аустроугарске окупационе снаге су 4. новембра евакуисале Црну Гору.
У Албанији, аустроугарски 19. корпус под командом Карла фон Пфланцер-Балтина повукао се копном како би избегао опкољење. Антанта је имала чврсту контролу над Јадранским морем, што је показало савезничко бомбардовање Драча 2. октобра. Италијански 16. армијски корпус и француска 57. дивизија напредовали су ка северу, ослобађајући Берат 1. октобра, Драч 16. октобра и Скадар 30. октобра. Са истока су француска 11. колонијална дивизија, 30. дивизија, италијанска 35. дивизија и грчка 3. и 4. дивизија ушле у Албанију, ослобађајући Елбасан 8. октобра. Дошавши до Котора, аустроугарске снаге су се предале 3. новембра.

## Акције у Бугарској, Румунији и Турској
Након капитулације Бугарске, три француске, једна грчка и једна британска дивизија, 26., заједно под називом Дунавска армија под вођством Анрија Матијаса Бертелоа, путовала је без отпора под условима примирја кроз Бугарску возом ка Румунији. До краја октобра стигли су до Русеа, Плевена и Великог Трнова. Њихово напредовање мотивисало је Румунију да поново уђе у рат 10. новембра, пошто је ова војска прешла Дунав код Свиштова и Никопоља.
Када су Бугари изашли из рата, више није било снага Централних сила које би блокирале напредовање Антанте ка Истанбулу. Снаге Антанте стигле су до Макрија, 30км од турске границе, 28. октобра. Османско царство је капитулирало два дана касније.

## Последице
Сломом Бугарске, Турске и Аустроугарске појавила су се ривалства међу савезницима Антанте. Италија и Србија су се сукобиле око утицаја у Албанији и око Јадранског питања. У Црној Гори је избио грађански рат између присталица конфедерације са Србијом коју подржава Италија (Зелени) и присталица пуне заједнице са Србијом (Бели). Србија и Румунија су спориле банатски регион, што је навело Француску да распореди мировне снаге у Банат док границе не буду утврђене 10. септембра 1919. године, споразумом из Сен Жермена.